# Phare d'Escudo de Varaguas
Le phare d'Escudo de Varaguas (en espagnol : Faro de Isla Escudo de Varaguas) est un phare actif situé sur l'île Escudo de Veraguas dans la comarque Ngöbe-Buglé au Panama. Il est géré par la Panama Canal Authority 

## Histoire
Escudo de Veraguas est la seule île du golfe des Moustiques. C'est une île quasi-inhabitée et occupée occasionnellement par des pêcheurs sur des campements saisonniers. Le phare se trouve à l'extrémité sud-est de l'île.

## Description
Il émet, à une hauteur focale de 37 m, un éclat blanc par période de 7 secondes. Sa portée est de 6 milles nautiques (environ 11 km).
Identifiant : ARLHS : PAN-... - Amirauté : J6091 - NGA : 110-16572 .

### Lien connexe
- Liste des phares du Panama